# Várkesző vára
Várkesző vára nevét az oklevelek 1361-ben említették először Waryobaggakezu alakban írva. Egyes forrásmunkák szerint Váraljakesző néven is ismert volt. A 15. század közepe óta több írásmóddal is említik az oklevelek: Waryobogyakezew, Simonkezew, Waraskeszeu, Várjobbágykesző. A település határában már az Árpádok korában vár állt, mely a Rába egyik védőpontja volt. A 14. században a gróf Cseszneky és a banai Zsidó család rendelkeztek itt nagyobb birtokkal, de legjelentősebb birtokosa mindvégig a győri püspökség volt.
A keszői vár története viszonylag kevéssé kutatott és ismert a történeti irodalomban. Igaz, ennek az is oka lehetett, hogy szinte teljes históriája folyamán a győri püspök tulajdona volt és országos esemény soha sem zajlott falai között.
A keszői püspökségi vár már az Árpád-korban a Rába egyik védvonala volt. A vár, vagy valamilyen udvarház létezésének első nyoma 1295-ből származik, mikor Tivadar győri püspök itt, Kezeu-n keltezte egyik oklevelét. Az 1398-ban keltezett oklevél várnagyát említette, tehát ekkor már vár is állt itt. 1403-ban Zsigmond király idején a király ellen lázadó Hédervári János püspöktől foglalták el a királyi csapatok, azonban hamarosan újra visszakerült a püspök kezébe.1441 tavaszán I. Ulászló király csapatai dunántúli előrenyomulásuk során többek között e várat is megszállták.
A vár egészen 1449-ig lengyel származású kapitányok igazgatása alatt állt, ekkor Salánki Ágoston püspök tulajdonába került vissza. 1463-ban Mátyás király egy oklevelében felszólította kapitányait, hogy az okleveleiben név szerint megnevezett nemeseket ne merjék a török elleni hadjáratra kényszeríteni, mert azok Győr, Szombat és Kesző (Kezy) várak őrizetével lettek megbízva. 1560-ban Kesző vára a győri püspökség kezén volt, melyben valószínűleg a török elleni védekezés miatt királyi őrség tanyázott. A 17. század közepe körül a megrongálódott várat Széchenyi György győri püspök javíttatta ki 7000 forintból. A vár még állt a kuruc időkben is. 1795-ben a vár falait a győri püspökség romboltatta le, megmaradt köveit útépítésre használták fel.
A vár romjai a Rába bal parti oldalán találhatók, a 8412-es út és a 84 123-as számú mellékút elágazásától alig 100 méterre északi irányban.